# Carlo Rosselli

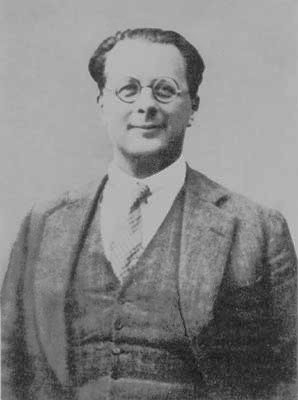
Carlo Rosselli

Carlo Rosselli (Rome, 16 november 1899 - Bagnoles-de-l'Orne, 9 juni 1937) was een Italiaans journalist en historicus. Hij werd bekend als politiek activist en anti-fascist. Hij vocht in de Spaanse Burgeroorlog en was in 1929 medeoprichter van de verzetsorganisatie Giustizia e Libertà in Parijs.
Carlo Rosselli werd samen met zijn broer Nello op 9 juni 1937 door de Cagoule, het rechts-extremistische Comité secret d'action révolutionnaire in Bagnoles-de-l'Orne vermoord. De moord vond waarschijnlijk plaats op instigatie van Benito Mussolini.
Rosselli bepleitte een revisionistisch socialisme, geïnspireerd door de Engelse arbeidersbeweging.
- Bibsys: 1602157050529
- Bibliothèque nationale de France: cb12159402m (data)
- Catàleg d'autoritats de noms i títols de Catalunya: 981058514107506706
- Gemeinsame Normdatei: 119181347
- Historisch woordenboek van Zwitserland: 027949
- International Standard Name Identifier: 0000 0001 1598 3394
- Library of Congress Control Number: n79042225
- Nationale Bibliotheek van Israël: 987007267096105171
- Nederlandse Thesaurus van Auteursnamen: 239598717
- Istituto Centrale per il Catalogo Unico: CFIV090406
- SNAC: w6s04mhn
- Système universitaire de documentation: 030112893
- Virtual International Authority File: 14809419
- WorldCat: E39PBJckTfRrh69Tf6QyrbXKh3